# Tatuaje de prisión

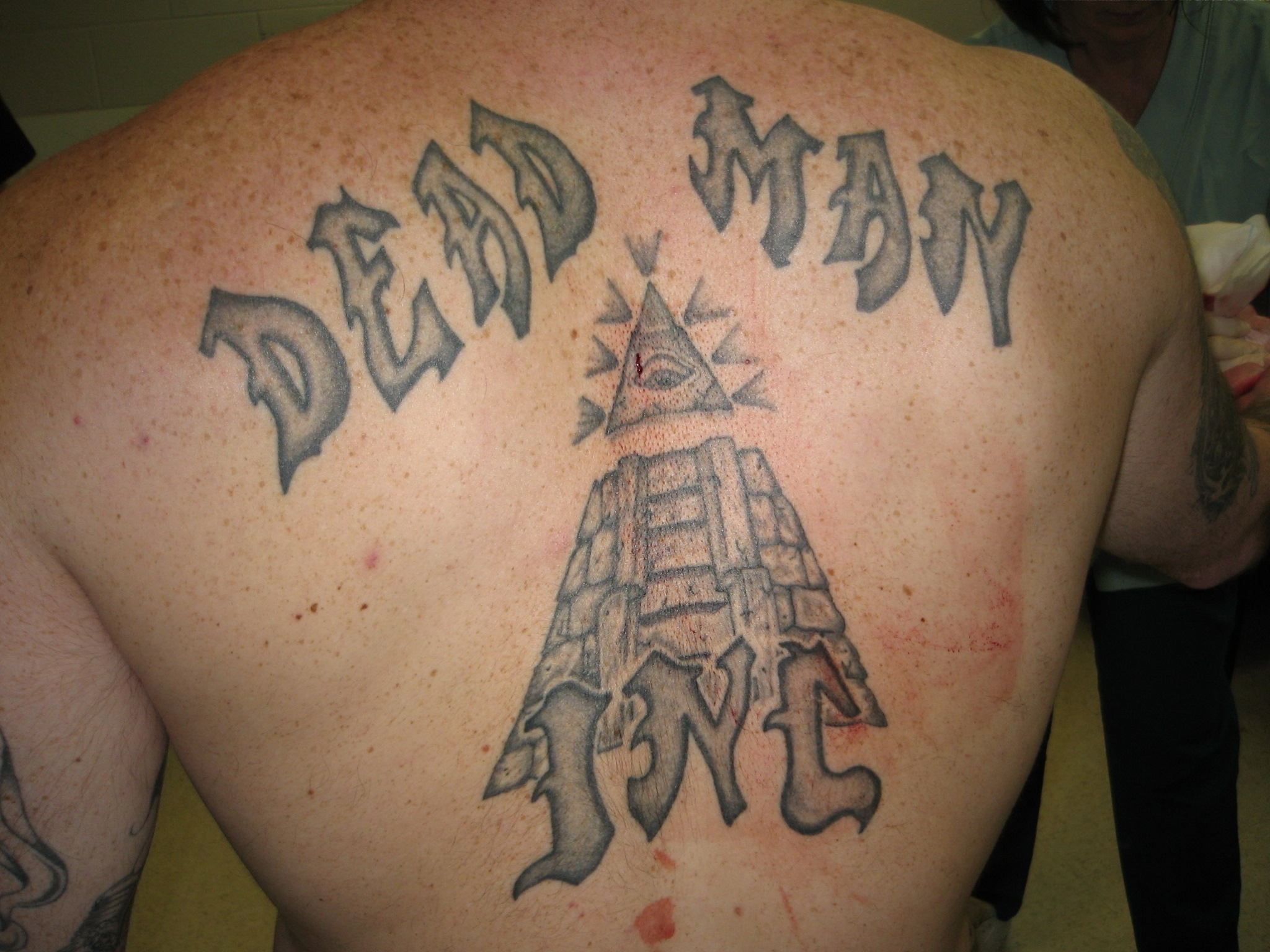
Tatuajes en la espalda de un pandillero de Dead Man Incorporated.

El tatuaje de prisión es la práctica de crear y exhibir tatuajes en un entorno carcelario. Los presos estadounidenses y rusos actuales pueden transmitir la pertenencia a pandillas, el código o significados ocultos para el origen o los hechos delictivos. La falta de equipos adecuados y ambientes estériles conducen a riesgos para la salud, como infecciones o enfermedades (hepatitis C, VIH) por agujas contaminadas.

## Proceso
Como tatuarse en prisión es ilegal en países como los Estados Unidos, los internos no cuentan con el equipo adecuado necesario para la práctica. Los reclusos encuentran formas de crear sus propios dispositivos de tatuaje con sus pertenencias y materiales encontrados. Se han ensamblado equipos de tatuaje improvisados a partir de materiales como lápices mecánicos, imanes, transistores de radio, grapas, sujetapapeles o cuerdas de guitarra. Además del equipo para tatuar, también se debe improvisar la tinta utilizada, que podría consistir en tinta extraída de bolígrafos, plástico derretido, hollín mezclado con champú y espuma de poliestireno derretida. Los tatuajes de prisión generalmente no se aplican de forma gratuita; por lo general, se realizan a cambio de alimentos, estampillas, cigarrillos, tiempo telefónico, artículos de comedor o favores, como sexo o violencia dirigida.

## Motivos
Hay muchos símbolos y números diferentes que representan múltiples pandillas o grupos. Ciertas imágenes, como las telas de araña, pueden representar la longitud de las sentencias. El conocido tatuaje de lágrima puede significar que el usuario fue violado mientras estaba encarcelado o, según se informa particularmente en contextos de pandillas de la Costa Oeste de los Estados Unidos, que el usuario ha matado a alguien.
Los tatuajes también se usan para comunicar quiénes son los reclusos como personas; por ejemplo, los supremacistas blancos mostrarán tatuajes prominentes para mostrar sus creencias. Algunos símbolos comunes usados de esta manera son: el percentil 100%, un indicador supremacista blanco de pureza racial; valknut; esvásticas las insignias rúnicas de las Schutzstaffel («rayos») a veces se otorgan a miembros de bandas blancas por asaltos asignados a otras razas.
Tres puntos dispuestos como un triángulo (∴) significan «mi vida loca» para los presos mexicanos vinculados a la mafia mexicana, mientras que cuatro puntos (∷) tienen el mismo significado, pero se encuentran en pandilleros mexicanos asociados con Nuestra Familia; un reloj sin manecillas representa «hacer tiempo»; las telarañas son un símbolo de estar atrapado; o el número 13 para indicar mala suerte.
Un tatuaje de prisión común es el tatuaje de cinco puntos, un tresbolillo generalmente colocado en la mano, con diferentes significados en diferentes culturas.
Viéndose principalmente en el Reino Unido, pero también usado en otros lugares, cuatro puntos tatuados en los nudillos representan A.C.A.B. (All cops are bastards, «todos los policías son bastardos»). En un punto en cada mano entre el pulgar y el índice, uno significa ir a prisión y otro que han completado su sentencia.
En Irlanda, un tatuaje común que se hacen los exreclusos es un simple punto debajo del ojo con tinta china, coloquialmente conocido como «punto de la cárcel».
Un «punto Borstal» (llamado así por un centro de detención juvenil en el Reino Unido del mismo nombre), un punto debajo de un ojo, también significaba cumplir condena, pero este tatuaje se ha vuelto mucho menos común desde que se abolieron los Borstals. Otro tatuaje de prisión menos común se remonta a Borstals, que se ganó el nombre de «guante de Borstal», es el dorso de la mano de un criminal delineado y rellenado con tinta china.
Una telaraña, generalmente ubicada en el codo, simboliza el tiempo cumplido en prisión.

## Riesgos
Dado que las máquinas de tatuar son caseras y no se dispone de medios eficientes de esterilización, existen muchos riesgos para la salud. Enfermedades mortales como la hepatitis y el VIH/sida pueden transmitirse de una persona a otra a través de agujas compartidas. Además, la tinta improvisada puede dañar la piel, causar cicatrices permanentes o contener productos químicos nocivos. El equipo para tatuar también se considera contrabando, y los funcionarios penitenciarios pueden considerar que tatuarse es una forma punible de autolesión. La Agencia Federal de Prisiones en 2011 reclasificó el tatuaje como un acto prohibido de alta gravedad.